# Tófej
Tófej là một thị trấn thuộc hạt Zala, Hungary. Thị trấn này có diện tích 15,32 km², dân số năm 2010 là 689 người, mật độ 45 người/km².